# 진산중학교 (인천)
진산중학교(珍山中學校)는 대한민국 인천광역시 부평구 삼산동에 있는 공립 중학교이다.

## 학교 연혁
- 2005년 3월 1일 : 제1대 전태희 교장 취임
- 2005년 3월 2일 : 입학식 (8학급 359명) (2학년 1학급 45명)
- 2005년 10월 27일 : 개교기념식(개교기념일 6월 7일 제정)
- 2007년 2월 14일 : 제1회 졸업식(130명)
- 2023년 3월 1일 : 제8대 신갑진 교장 취임
- 2023년 12월 28일 : 제18회 졸업식(10학급 284명)
- 2024년 3월 4일 : 입학식(1학년 10학급 310명)

## 참고 자료
- 진산중학교 - 한국교육학술정보원 학교알리미